# Marta Baldó Marín
Marta Baldó Marín   (la Vila Joiosa, 8 d'abril de 1979) és una exgimnasta rítmica valenciana, bicampiona del món i medalla d'or en els Jocs Olímpics d'Atlanta 1996.
Va iniciar la seva carrera al Club Atlètic Montemar d'Alacant, i el 1994 va passar a formar part de la selecció nacional de gimnàstica rítmica d'Espanya en la modalitat de conjunts. Des de llavors, totes les medalles que va obtenir en competicions oficials van ser assolides com a membre del conjunt espanyol. Aquest mateix any va ser medalla de plata en el concurs general del Campionat del Món de París, a més d'assolir dues medalles de bronze en les dues finals per aparells (la de 6 cordes, i la de 4 cèrcols i 4 maces).
L'any 1995 va disputar el Campionat Europeu de Praga en el qual es va proclamar subcampiona d'Europa en 3 pilotes i 2 cintes, a més d'emportar-dues medalles de bronze en el concurs general i a la final de 5 cèrcols. Aquest mateix any es va proclamar campiona del món per primera vegada. Seria en la competició de 3 pilotes i 2 cintes en el Campionat Mundial de Viena. A més d'aquest or, es va endur dues plates en el concurs general i a la final de 5 cèrcols.
El 1996 va conquerir el seu segon títol mundial a la final de 3 pilotes i 2 cintes del Campionat Mundial de Budapest, competició en la qual es va dur també la plata en el concurs general. Aquest any va assolir el major èxit de la seva carrera esportiva al convertir-se en campiona olímpica en la modalitat de conjunts en els Jocs Olímpics d'Atlanta, junt amb les seves companyes Núria Cabanillas, Estela Giménez, Lorena Guréndez, Tania Lamarca i Estíbaliz Martínez. Després d'aquesta consecució, el conjunt va ser batejat pels mitjans amb el nom de Las Niñas de Oro (Les nenes d'or).
El 2013 es va estrenar a YouTube el documental Las Niñas de Oro, dirigit per Carlos Beltrán, que narra la història del conjunt campió olímpic a Atlanta a través d'entrevistes a les pròpies gimnastes. El 2016 va assistir amb la resta de l'equip a la Gala 20è Aniversari de la Medalla d'Or a Atlanta '96 a Badajoz. Té diverses distincions, entre elles la Medalla d'Or de la Generalitat Valenciana al Mèrit Esportiu (1996), l'Ordre Olímpica del Comitè Olímpic Espanyol (1996), la Placa d'Or de la Reial Ordre del Mèrit Esportiu (1996), la Copa Baró de Güell en els Premis Nacionals de l'Esport (1997), i la Medalla d'Or de la Reial Ordre del Mèrit Esportiu (2015). Des de 2011 un poliesportiu a La Vila Joiosa porta el seu nom.
És a més, juntament amb Estela Giménez, Bito Fuster i Lorea Elso, la gimnasta rítmica espanyola amb més medalles en Mundials, amb un total de 8.

## Biografia esportiva

### Inicis i primeres competicions
Marta Baldó es va iniciar en la gimnàstica rítmica amb 9 anys, el 1989, primer com a activitat extraescolar del seu col·legi i després al Club Atlètic Montemar d'Alacant, club del qual han sorgit altres gimnastes importants com Carolina Pascual i Estela Giménez.
El 1992 va ser cinquena en el Campionat d'Espanya Individual en la categoria júnior i tercera al Campionat d'Espanya de Conjunts en aquesta mateixa categoria amb l'exercici de 6 cèrcols. Al desembre de 1992 va assolir la medalla de bronze, tant a la general com a la final de 6 cèrcols, amb el conjunt júnior en el Campionat d'Espanya de Conjunts a Màlaga. Aquest conjunt d'estava format per Marta, Estela Giménez, Verónica Lillo, Lucía Melendo, Jéssica Salido, Montserrat Soria i Marina Zaragoza.

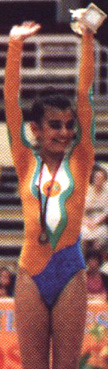
Marta Baldó (1993)
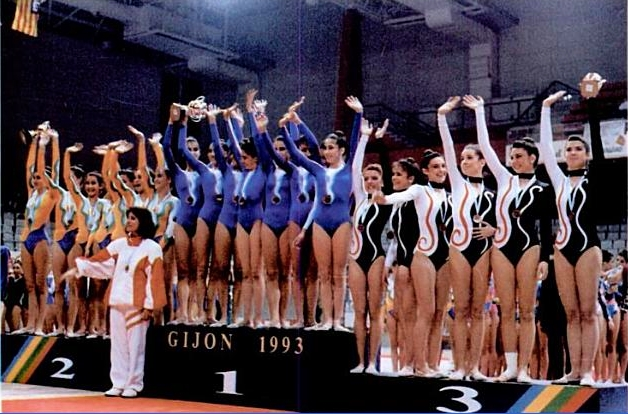
El Club Atlètic Montemar (esq.) Al podi de 1a categoria del Campionat d'Espanya de Conjunts (1993)

El 1993 va assolir el bronze en el Campionat d'Espanya Individual «A» de Valladolid en la categoria júnior. Al novembre d'aquest any, a la Copa d'Espanya de Sevilla, va ser bronze a la general, en cèrcol i en maces, i plata en pilota. Al desembre de 1993 va assolir la medalla de plata en la general i dues medalles d'or en les finals per aparells (la de 6 cordes, i la de 4 cèrcols i 4 maces) amb el conjunt de primera categoria en el Campionat d'Espanya de Conjunts, celebrat a Gijón. Aquest conjunt estava integrat per Marta, Noelia Fernández (capitana), Estela Giménez, Violeta Giménez, Peligros Piñero, Jéssica Salido i Montserrat Soria, algunes de les quals van ser components de la selecció espanyola.
El 1994 va assolir la plata en la categoria d'honor en el Campionat d'Espanya Individual «A», celebrat a Valladolid. En aquests campionats nacionals sempre va estar competint amb el Club Atlètic Montemar.

### Etapa en la selecció nacional

#### 1994: Arribada a l'equip i Mundial de París
El 1994, després d'haver participat en el Campionat d'Europa Júnior de 1993, la seleccionadora nacional Emilia Boneva la va escollir per ser gimnasta individual sènior i participar així en el Campionat d'Europa de Tessalònica, classificant-se en el 21è lloc en el concurs general individual. Des d'aquest mateix any va passar a formar part de la selecció nacional de gimnàstica rítmica d'Espanya en la modalitat de conjunts fins a començaments de 1997. Durant aquest temps va conviure amb la resta de les components de l'equip en un xalet a Canillejas i va entrenar al Gimnàs Moscardón de dilluns a dissabte, primer unes 6 hores i després fins a 8 hores diàries l'any previ als Jocs Olímpics, en què van deixar d'anar a escola. El conjunt va ser entrenat per la mateixa Emilia Boneva i per María Fernández Ostolaza. La coreògrafa des del 1994 fins 1998 va ser Marisa Mateo.

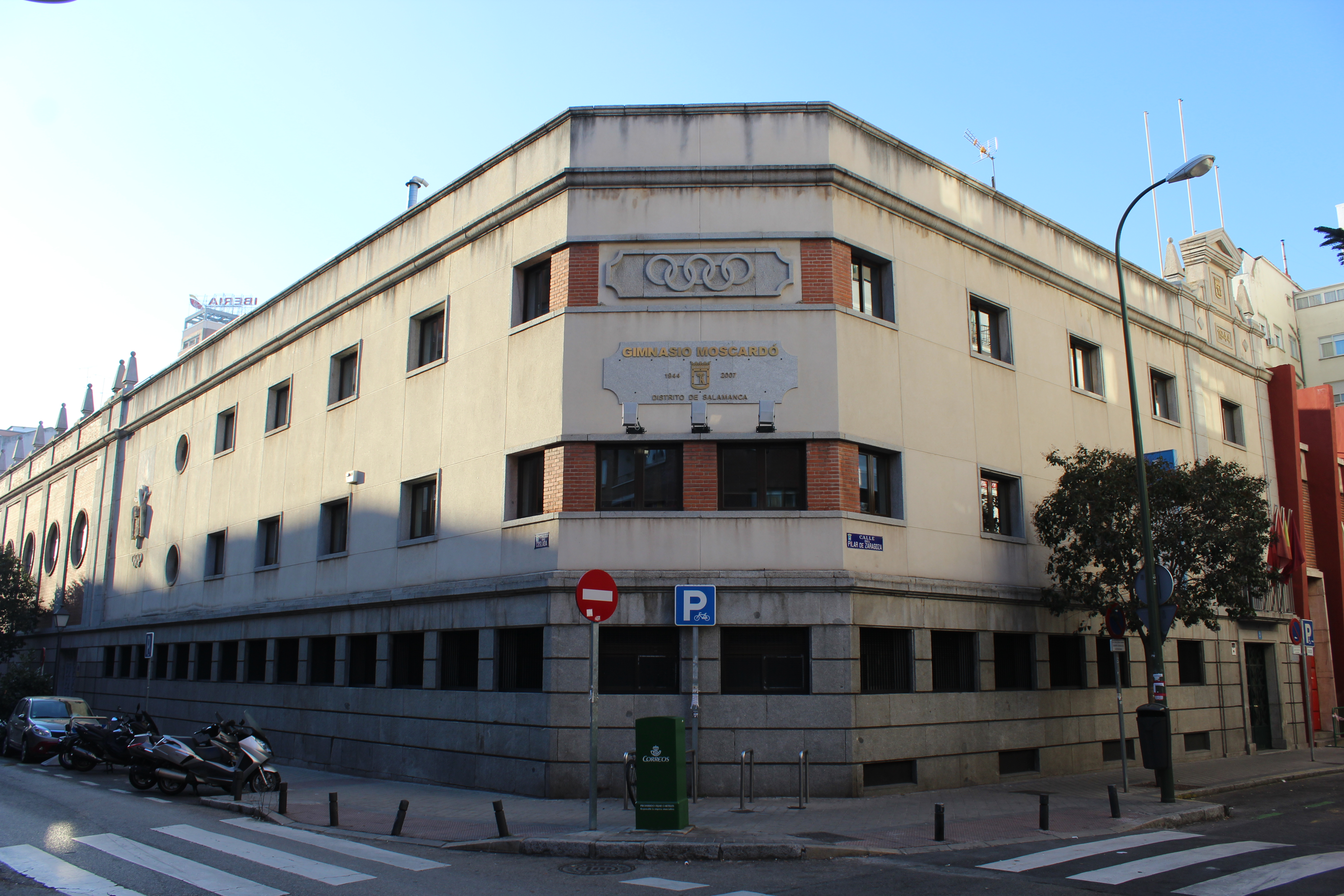
El Gimnàs Moscardón, al districte de Salamanca (Madrid), va ser el lloc d'entrenament de la selecció nacional de gimnàstica rítmica fins al 1997
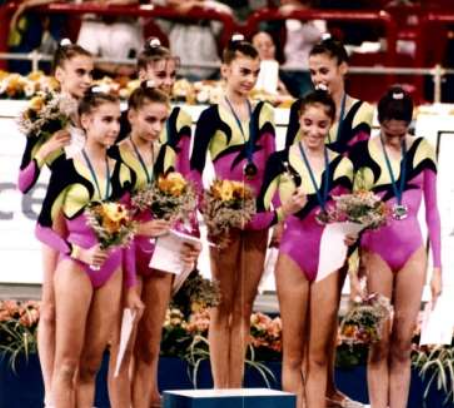
Marta (centre) al podi de la general del Mundial de París (1994)

Aquest any, els dos exercicis van ser el de 6 cordes, on es va utilitzar com a música la banda sonora de La Família Adams, composta per Marc Shaiman, i el de 4 cèrcols i 4 maces, que va emprar el tema «Fúria espanyola». A l'octubre de 1994, amb 15 anys, va participar en la seva primera competició internacional oficial amb el conjunt, el Campionat del Món de París, assolint la plata en el concurs general i dos bronzes en la competició de 6 cordes, i en la de 4 cèrcols i 4 maces. En els dos primers dies de competició va tenir lloc el concurs general, en què el conjunt espanyol va obtenir una puntuació total de 38,700, unes 225 mil·lèsimes menys que el conjunt de Rússia, després d'haver obtingut una nota de 19,350 en cadascun dels dos exercicis. En les dues finals per aparells, disputades el darrer dia, el combinat espanyol va assolir sengles tercers llocs, sent superat per Rússia i Bulgària. A la final de 6 cordes va obtenir una puntuació de 19,400 i en la final de 4 cèrcols i 4 maces una nota de 19,325. El conjunt d'aquest any estava integrat també per Lorena Barbadillo, Paula Cabo, Estela Giménez, Regina Guati i Amaya Uriondo, amb Violeta Giménez i Maria Pardo com a suplents. A més, tot i que no van ser convocades aquest any, es trobaven en el conjunt Maider Esparza i Lucía Fernández Haro. A final de temporada es van retirar la majoria d'elles.

#### 1995: Europeu de Praga i primer títol mundial en Viena
Des de finals de 1994 fins a començaments de 1995 es van anar incorporant al conjunt noves gimnastes com Dilayla Romeo, Estíbaliz Martínez, Tania Lamarca i Nuria Cabanillas, romanent Marta, Estela Giménez, Maria Pardo i Maider Esparza. Igual que l'any anterior, Baldó seria gimnasta titular en els dos exercicis, a part d'exercir de capitana de l'equip fins a la seva retirada el 1997. Aquest any hi va haver rotació dels aparells en els conjunts, per la qual cosa va caldre compondre nous muntatges pels dos exercicis de l'equip. A més, el nombre de gimnastes que havia d'haver en el tapís va passar aquest any a ser cinc, en lloc de les sis que hi havia anteriorment. En l'exercici de 5 cèrcols es va usar una adaptació de la peça Asturias (Leyenda), pertanyent a la Suite española, Op. 47 d'Isaac Albéniz. El tango «Verano porteño», d'Astor Piazzolla, va ser el tema emprat en l'exercici de 3 pilotes i 2 cintes.
L'abril de 1995 va tenir lloc la primera competició de la temporada, el Torneig Internacional de Portimão, on es van estrenar els nous exercicis i el conjunt va assolir el bronze tant en el concurs general com a la final de 5 cèrcols. La setmana següent es va disputar el torneig de Karlsruhe. En ell, el conjunt espanyol, a causa d'una mala qualificació en l'exercici de 5 cèrcols, va obtenir un sisè lloc en el concurs general. A més, a la final del mixt de 3 pilotes i 2 cintes també obtindrien la sisena plaça. A causa d'aquesta mala actuació, María Fernández i Emilia Boneva van fer algunes modificacions en l'equip, col·locant a Tania com a titular en els dos exercicis en lloc de Maider Esparza. Posteriorment participarien en diversos torneigs i exhibicions a Corbeil-Essonnes, Manresa, Alacant i Liévin.
El juliol va tenir lloc el seu únic Campionat Europeu de gimnàstica rítmica disputat, el de Praga. Allí va obtenir el tercer lloc en el concurs general i en el concurs de 5 cèrcols, i el segon lloc en el de 3 pilotes i 2 cintes. En el concurs general, disputat en primer lloc, el combinat espanyol va assolir una nota de 18,900 en l'exercici de 3 pilotes i 2 cintes, i de 19,725 al de 5 cèrcols, el que va sumar una puntuació acumulada de 38,625, obtenint així el tercer lloc per darrere de Bulgària (plata) i Rússia (or). Aquest tercer lloc també els va donar la classificació per a les finals per aparells que es disputarien en la jornada posterior. En la competició de 3 pilotes i 2 cintes, les espanyoles van quedar segones a només 7 mil·lèsimes de la primera posició, que se la va endur en aquesta ocasió Bulgària. A la final de 5 cercles van tornar a quedar terceres, superades per russes i búlgares.
A finals d'agost van començar les competicions de preparació per al Campionat del Món. Primer es va disputar a la ciutat holandesa de Deventer el torneig Alfred Vogel Cup, una de les competicions internacionals més importants. En aquesta cita, el conjunt espanyol va conquerir les tres medalles d'or disputades: la del concurs general, la de 5 cèrcols, i la de 3 pilotes i 2 cintes. Dies després, l'equip espanyol va assolir la medalla de plata en el torneig International Group Màsters de Hannover, sent superat únicament pel conjunt rus.
Un mes després del torneig alemany, va tenir lloc el seu segon Mundial, el Campionat del Món de Viena, on, amb l'exercici de 3 pilotes i 2 cintes, va assolir la seva primera medalla d'or en aquesta competició, a més d'obtenir també dues medalles de plata en el concurs general i en el de 5 cèrcols. En primer lloc es va disputar el concurs general, en què les espanyoles vanassolir una qualificació de 19,650 en l'exercici de 3 pilotes i 2 cintes, i de 19,750 en el de 5 cèrcols, que farien una nota acumulada de 39,400, sent superada aquesta puntuació només per Bulgària. Aquest segon lloc va fer que l'equip obtingués la classificació automàtica per a la competició de conjunts en els Jocs Olímpics d'Atlanta, que es disputarien un any després. La jornada següent, a la final del mixt, el conjunt espanyol va obtenir una nota de 19,800, superant en 25 mil·lèsimes a les búlgares, obtenint així la medalla d'or en la competició de 3 pilotes i 2 cintes. A la final de 5 cercles, va ser el conjunt búlgar qui, per 25 mil·lèsimes, va guanyar la competició per davant de les espanyoles, que obtindrien de nou una nota de 19,800.

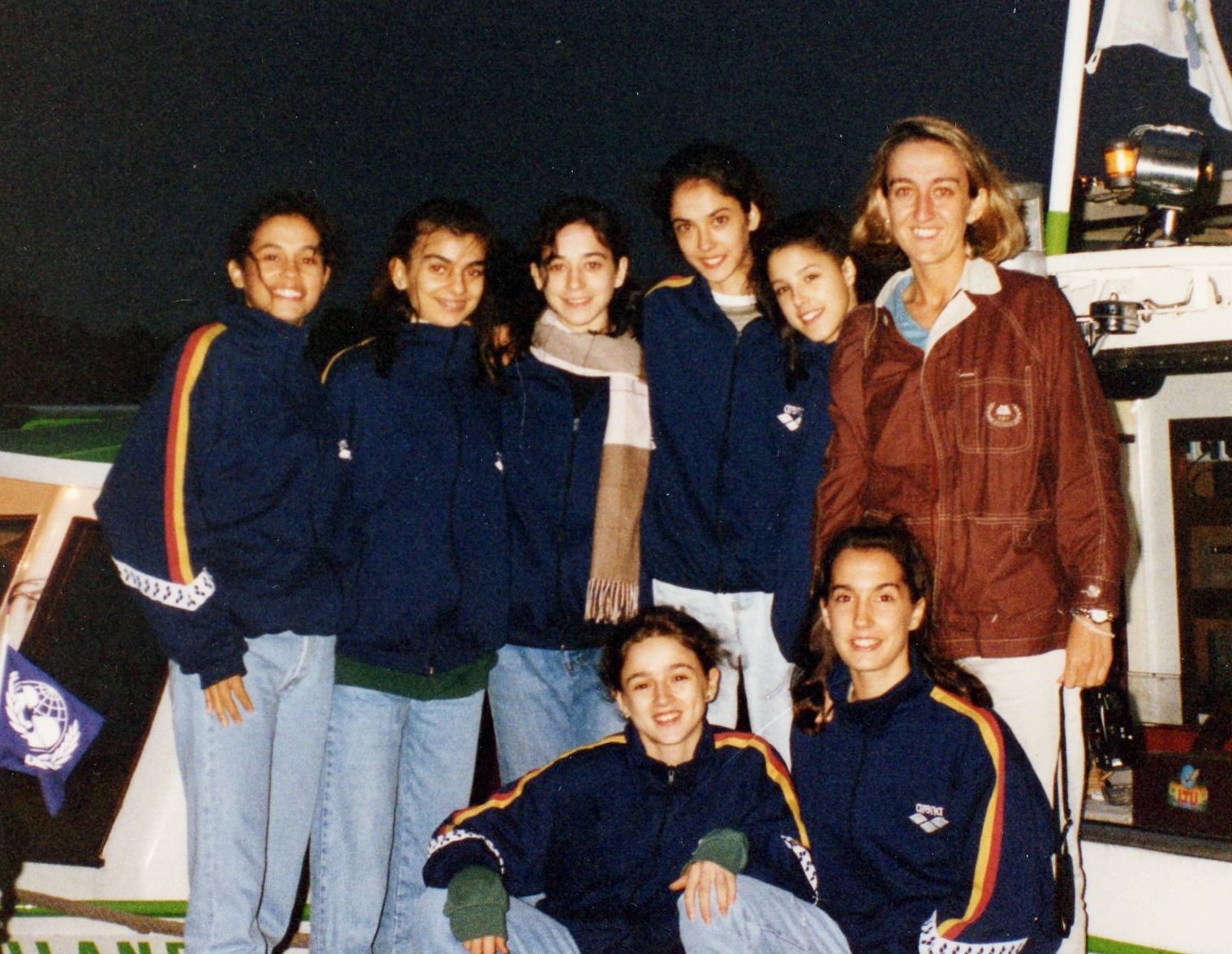
Marta (segona a l'esquerra) amb la resta del conjunt espanyol a París (1995)
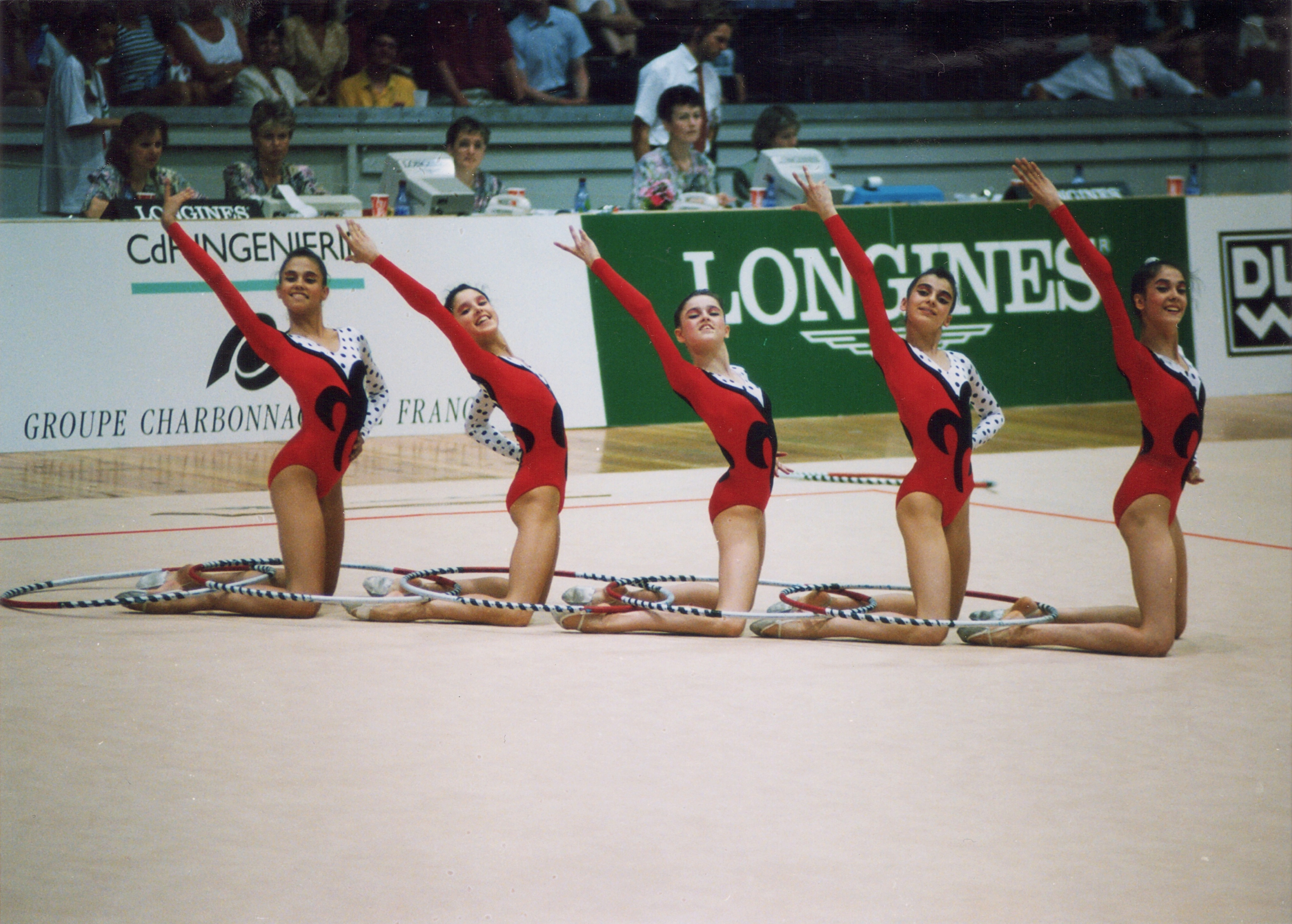
Marta (segona a la dreta) amb el conjunt en l'exercici de 5 cèrcols en el Campionat Europeu de Praga (1995)
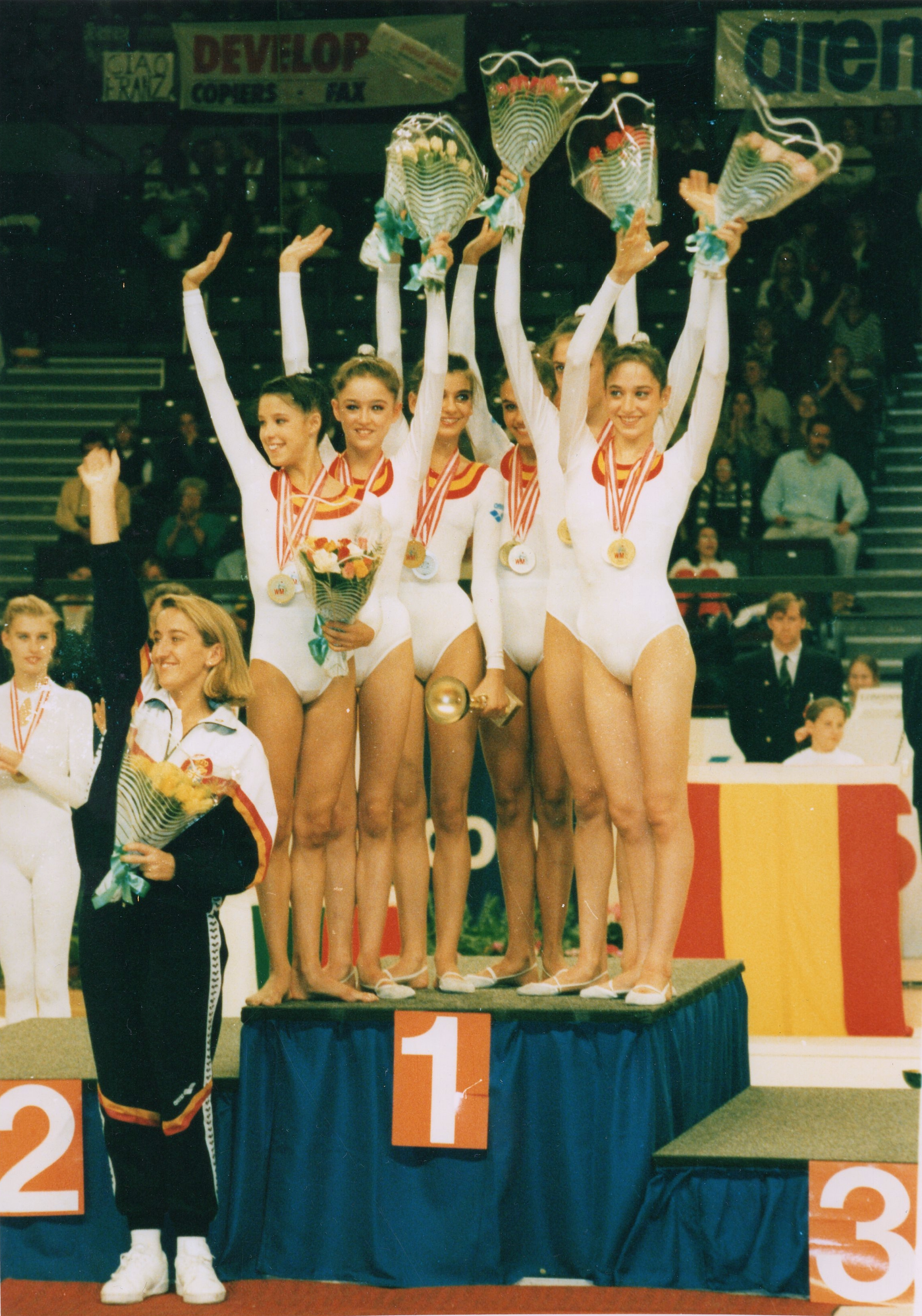
El conjunt proclamant per primera vegada campió del món de 3 pilotes i 2 cintes al Mundial de Viena (1995)

Pel 1996, la modalitat de conjunts s'anava a acceptar per primera vegada en els Jocs Olímpics, que es disputarien aquest any a Atlanta. Les integrants de l'equip van deixar d'anar al seu col·legi, el centre privat Nostra Senyora d'Altagracia, per concentrar-se en la preparació de la cita olímpica. Per a la nova temporada es van realitzar uns nous muntatges, tant per a l'exercici de 3 pilotes i 2 cintes, com per al de 5 cèrcols. La música del nou exercici de cèrcols era una barreja de diverses cançons pertanyents a musicals estatunidencs, principalment «America», composta per Leonard Bernstein i inclosa a West Side Story, i «I Got Rhythm» i «Embraceable You», temes creats per George Gershwin i que van aparèixer a la banda sonora d'Un americà a París. Per la seva banda, en l'exercici de 3 pilotes i 2 cintes per a l'any 1996, es va emprar la melodia de «Amanecer andaluz», tema que ja havia fet servir Carmen Acedo en el seu exercici de corda de 1991, encara que amb altres arranjaments.
El novembre de 1995, l'equip espanyol va viatjar a Tòquio per participar en el torneig anual denominat Epson Cup, en què els dos millors conjunts de l'any competien amb l'equip japonès. Al desembre va tenir lloc una concentració de tot l'equip espanyol en el Centre d'Alt Rendiment de Sierra Nevada (Granada).

#### 1996: Segon títol mundial en Budapest i or en els Jocs Olímpics
Durant el primer semestre de 1996, el conjunt espanyol va participar en diverses competicions preparatòries, com Kalamata Cup, Karlsruhe, Corbeil i Ciutat de Saragossa, en què sempre ocuparia un lloc de medallista. A principis de maig van rebre al Gimnàs Moscardón la visita de la prestigiosa ballarina i coreògrafa cubana Alicia Alonso, que les va impartir una classe magistral. També van gravar en aquests mesos dos anuncis de televisió per a Cola Cao, patrocinador del Programa ADO, i un altre per a Campofrío, llavors patrocinador de la Reial Federació Espanyola de Gimnàstica. Aquest any es va incorporar Lorena Guréndez, que al maig, poc abans del torneig preolímpic disputat a Saragossa, passaria a ser titular del conjunt en l'exercici de 3 pilotes i 2 cintes a causa de la retirada de Maria Pardo. Per la seva banda, Estíbaliz Martínez va passar a ocupar també el lloc de titular que Maria havia deixat vacant en l'exercici de 5 cèrcols. Al llarg d'aquest any, Baldó seguiria sent titular en els dos exercicis.
A finals de juny, a poc més d'un mes dels Jocs Olímpics, es va disputar el Campionat del Món de Budapest, on Baldó va assolir la seva segona medalla d'or en un Mundial, repetint en la competició de 3 pilotes i 2 cintes, a més d'obtenir una medalla de plata en el concurs general. El primer dia de la competició de conjunts va tenir lloc el concurs general, en què l'equip espanyol va obtenir una nota de 19,700 en els dos exercicis, que el va portar a la segona posició amb 39,400 punts, a dues dècimes del conjunt búlgar, que va repetir la medalla d'or obtinguda l'any anterior. L'endemà es van disputar les dues finals per aparells. A la final de 3 pilotes i 2 cintes, les espanyoles, amb una puntuació de 19,816, revalidarien el títol obtingut al Mundial anterior en aquesta mateixa competició, aquest cop superant en 16 mil·lèsimes la nota de l'equip rus. A la final de 5 cercles, el conjunt espanyol va haver de conformar-se amb el quart lloc amb una puntuació de 19,699.

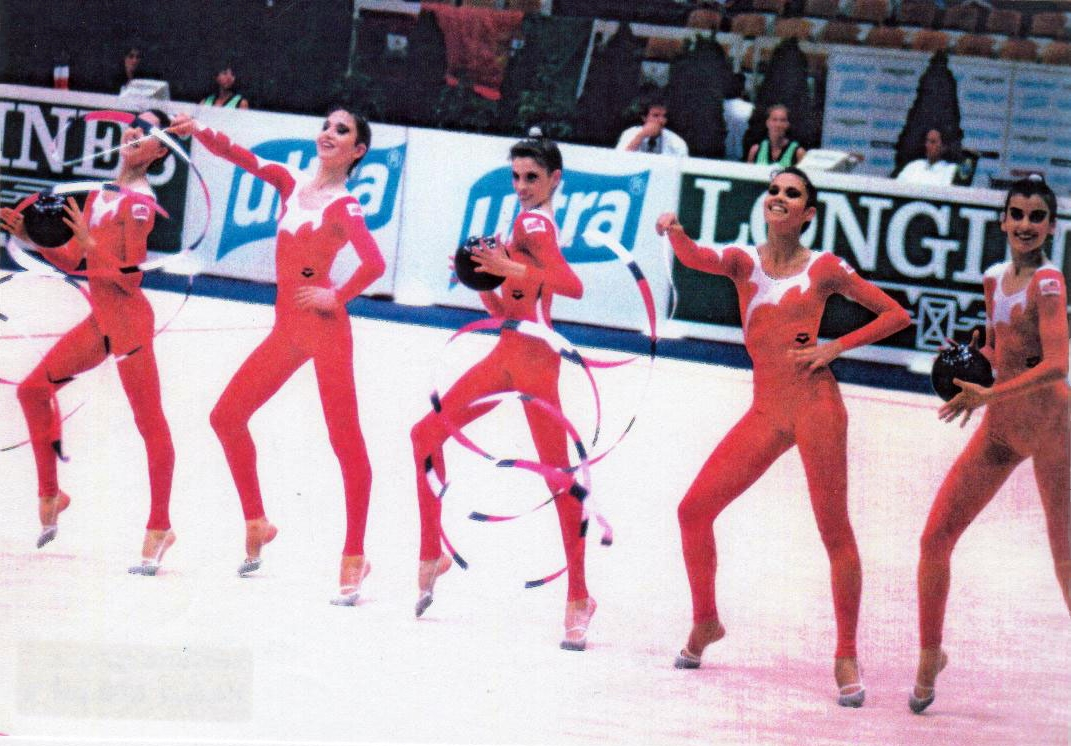
Exercici de 3 pilotes i 2 cintes del Mundial de Budapest (1996)
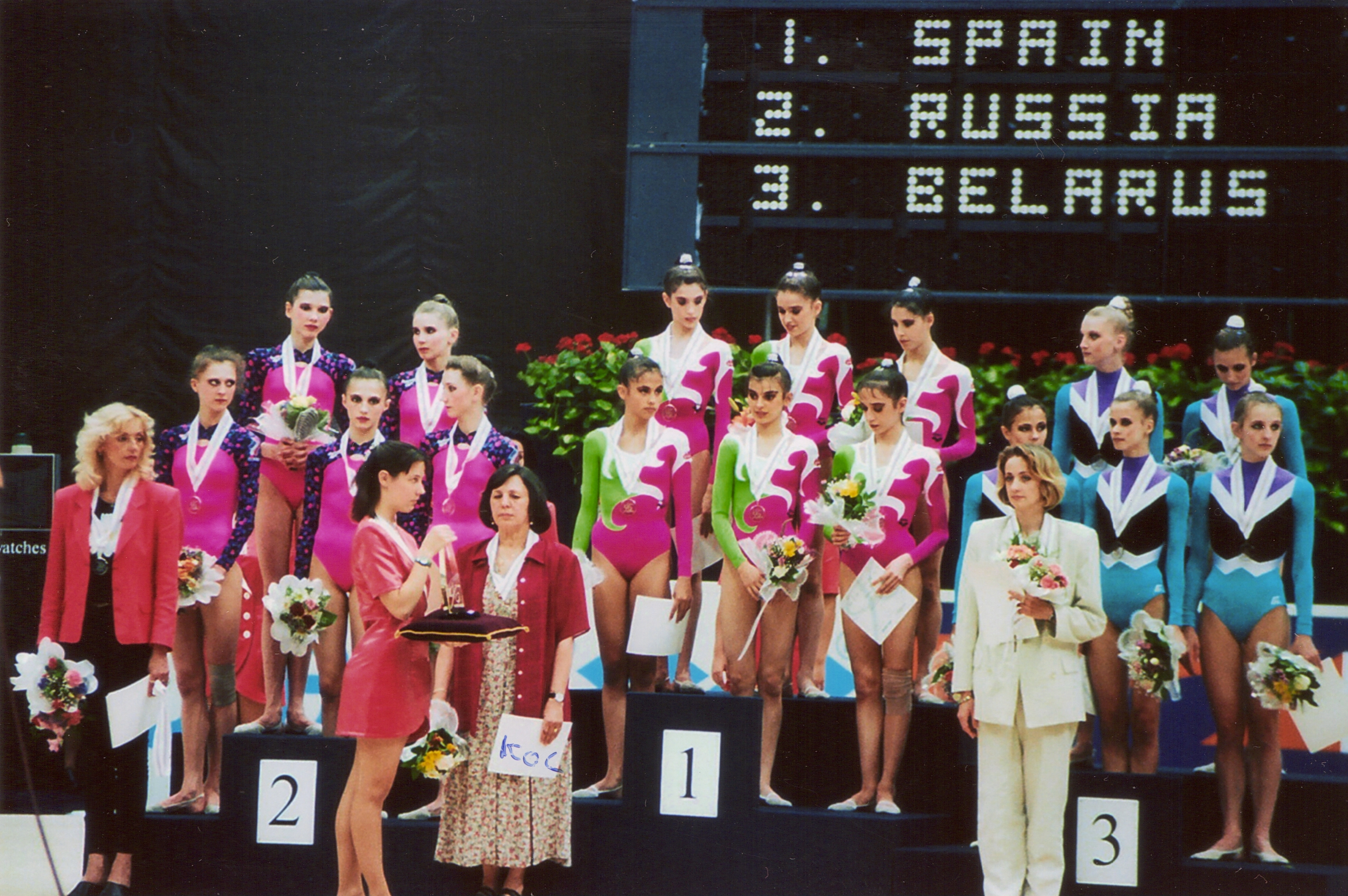
El conjunt amb l'or al podi de pilotes i cintes a Budapest

##### Competició de conjunts en Atlanta
A principis d'agost es va disputar la competició de conjunts en els Jocs Olímpics d'Atlanta. L'equip espanyol va arribar a la Vila Olímpica el 13 de juliol, arribant a participar en la desfilada dels esportistes durant la cerimònia d'obertura dels Jocs, que va tenir lloc el 19 de juliol. La competició de gimnàstica rítmica tindria lloc al Stegeman Coliseum, un pavelló situat a la ciutat d'Athens, a uns 100 km d'Atlanta. La selecció nacional va acudir a la cita olímpica amb un conjunt integrat per Marta, Núria Cabanillas, Estela Giménez, Lorena Guréndez, Tania Lamarca i Estíbaliz Martínez. Només es van poder convocar a les sis gimnastes titulars per part del conjunt, de manera que la gimnasta suplent, Maider Esparza, es va quedar fora de la convocatòria. Igual que havia passat anteriorment en el Campionat del Món de Budapest, Lorena Guréndez va ser la gimnasta suplent en l'exercici de 5 cèrcols, mentre que Núria Cabanillas ho seria en el de 3 pilotes i 2 cintes.
El 1r d'agost van tenir lloc els preliminars, en els quals els nou conjunts que s'havien classificat per competir en els Jocs Olímpics es van disputar les sis places finalistes. En l'exercici de 5 cèrcols, l'equip espanyol va obtenir una puntuació de 19,500, i en el de 3 pilotes i 2 cintes, va assolir una nota de 19,466. Finalment, el conjunt espanyol es va classificar per a la final en segona posició amb una nota acumulada de 38,966, a només 50 mil·lèsimes del primer lloc, que seria en aquesta ocasió pel conjunt búlgar.

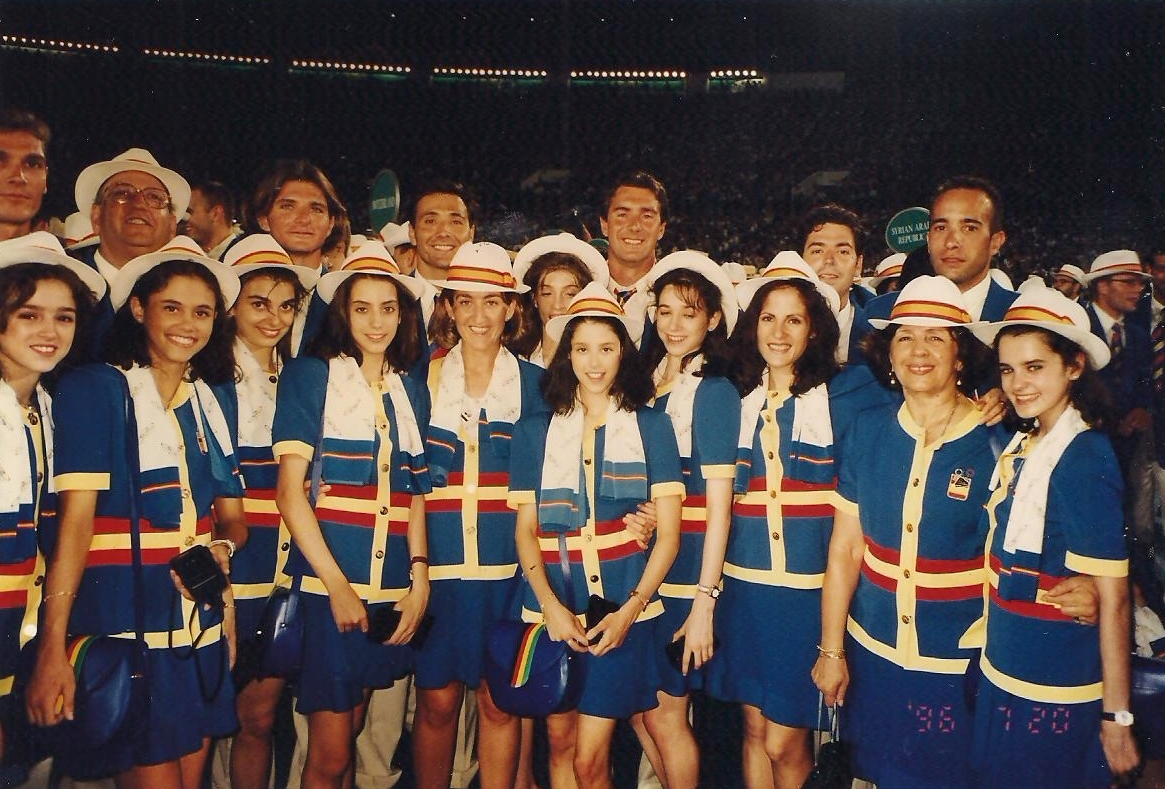
La selecció en la desfilada inaugural d'Atlanta 1996
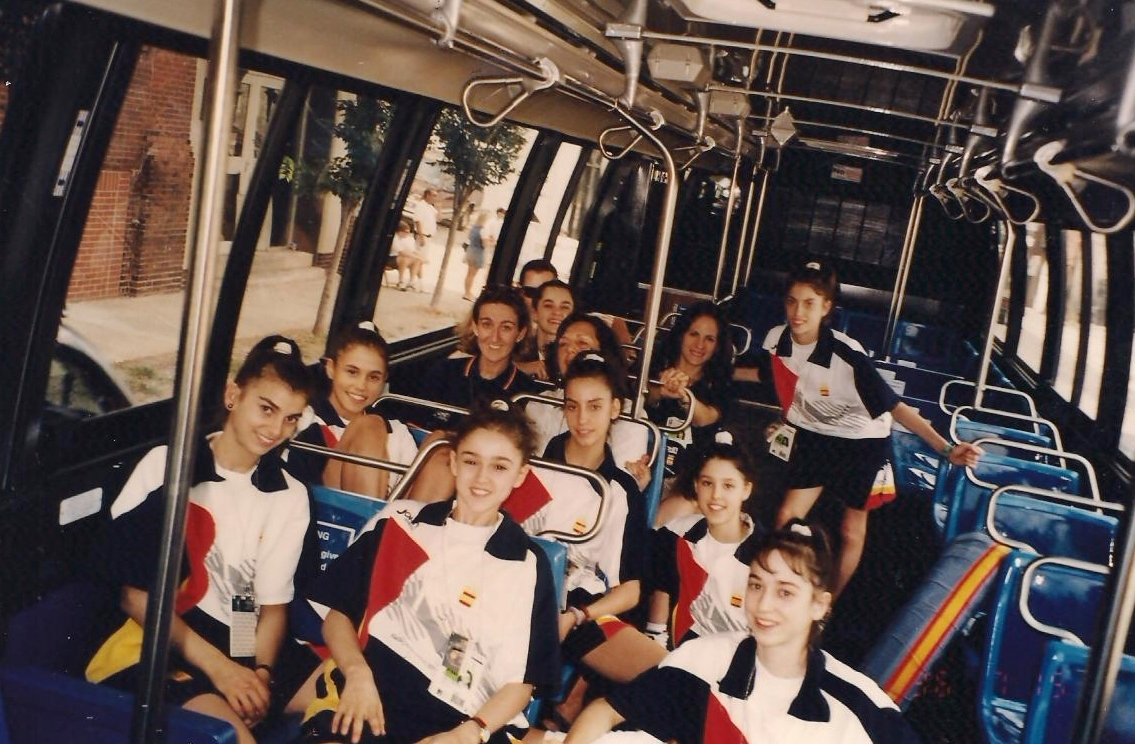
L'equip durant un trasllat amb autobús a Atlanta
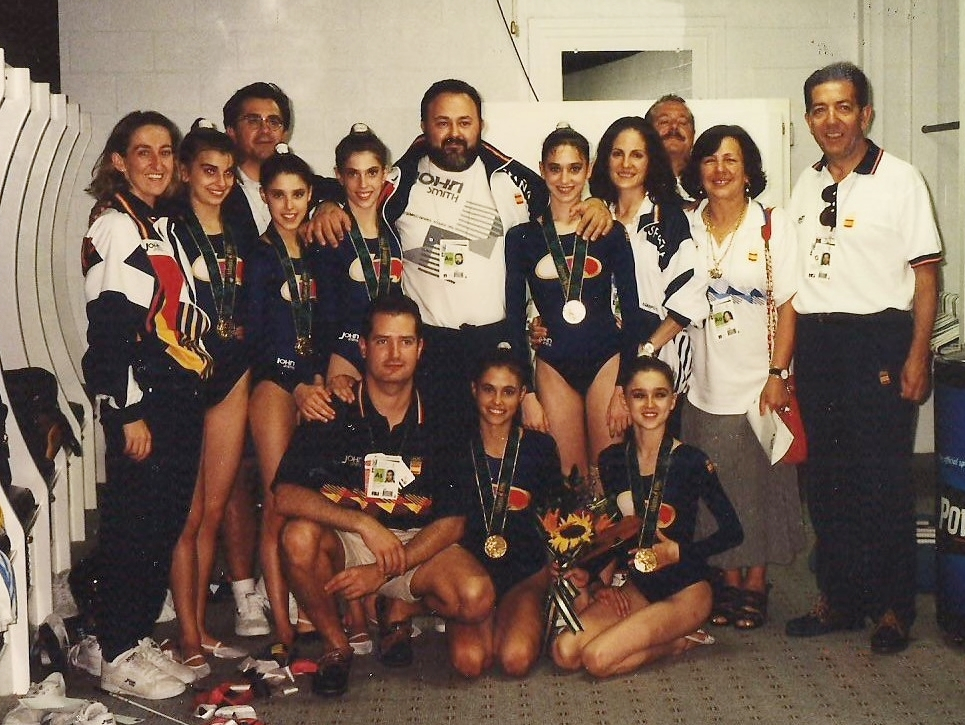
El conjunt espanyol després d'assolir la medalla d'or en els Jocs Olímpics d'Atlanta

El 2 d'agost va tenir lloc la gran final. A la primera rotació, la de 5 cèrcols, el conjunt espanyol es va posar primer amb una nota de 19,483, a només 17 mil·lèsimes del conjunt rus, que va quedar al seu torn per davant del búlgar. Quedava encara la rotació final, la de 3 pilotes i 2 cintes, exercici amb el qual les espanyoles havien sigut bicampeones del món. En aquesta segona i última rotació, la nota de 19,450 de les búlgares va ser igualada pel conjunt espanyol, assegurant-se així la medalla de plata. La puntuació final del conjunt seria de 38,933. Només el conjunt rus podia arrabassar-los la primera posició, però una mala nota d'execució a causa de diversos errors durant l'exercici, va fer que no pogués superar en la puntuació definitiva a les espanyoles, que es van adjudicar finalment la medalla d'or. Va ser la gimnasta individual Almudena Cid, que es trobava seguint la competició, qui va córrer fins al vestuari en el qual es trobaven les gimnastes espanyoles per informar-les dels errors de les russes i que per tant havien de ser gairebé amb tota seguretat medalla d'or. L'equip espanyol es va convertir amb aquest triomf en el primer campió olímpic de la història en la modalitat de conjunts, a més de tractar-se també de la primera medalla d'or olímpica en la gimnàstica espanyola. A més, Baldó va ser la 7a esportista espanyola més jove en assolir una medalla olímpica, en fer-ho amb 17 anys i 116 dies.
El conjunt espanyol, visiblement emocionat, va pujar al primer calaix del podi després de Bulgària i Rússia, que van ser segona i tercera respectivament. Tot i que la Carta Olímpica prohibeix la publicitat en l'equipament esportiu, les gimnastes van portar al podi un mallot amb un logotip similar al de Campofrío, patrocinador de l'equip, després que fossin instades pel president de la Federació Espanyola de Gimnàstica a que ho fessin, motiu pel qual hi va haver una reclamació que finalment no va ser atesa. La cerimònia de lliurament de medalles d'aquesta competició, va ser el minut més vist d'Atlanta 1996 a Televisió Espanyola. Igual que la resta de la final olímpica, va ser narrada per aquest canal per la periodista Paloma del Río. Després de la seva arribada a Espanya, el conjunt va ser batejat per alguns mitjans amb el sobrenom de «Las Niñas de Oro» (Les nenes d'or).
A l'octubre, l'exgimnasta Maria Pardo va fer unes declaracions al diari El País en què va dir que la llavors seleccionadora Emilia Boneva era extremadament dura amb el menjar i amb els entrenaments. Maria havia abandonat la concentració de l'equip al maig, dos mesos abans de la cita olímpica, a causa que no va poder suportar la pressió a la qual es va veure sotmès el conjunt en aquesta època. Aquestes declaracions van ser recolzades per algunes antigues integrants de la selecció, mentre que les llavors gimnastes de l'equip espanyol, entre les que es trobava la Marta, van dir que Maria no comptava tota la veritat en alguns aspectes. Les integrants del conjunt van acudir poc després al programa Día a día de Telecinco, presentat per María Teresa Campos, on van explicar la seva experiència i van defensar a Emilia.
Entre el 31 d'octubre i el 2 de novembre, el conjunt va participar en una gira d'exhibicions anomenada Gala de les Estrelles, organitzada pel patrocinador de l'equip, i que va passar per Madrid, Saragossa i Barcelona. En aquestes gales, a més del conjunt, que realitzava els dos exercicis d'aquell any, van actuar també altres gimnastes nacionals i internacionals destacades, tant de gimnàstica rítmica com d'artística. Posteriorment, les integrants del conjunt espanyol es van desplaçar a Tòquio per participar en l'Epson Cup, on van obtenir la medalla de plata. A finals de novembre, van viatjar a Colòmbia per realitzar una gira d'actuacions a Medellín, Cali i Bogotà. Els diners recaptats va ser destinat a crear centres d'atenció mèdica i hospitalària en els sectors amb menys recursos de Colòmbia. Fins a final d'any, el conjunt seguiria participant en nombroses exhibicions per tot Espanya a ciutats com Alacant, Palència, Vitòria, Sevilla i Burgos. L'última va tenir lloc el 22 de desembre a Pamplona, on va ser homenatjada Maider Esparza en el seu comiat de l'equip.
Baldó, amb la resta de components del conjunt guanyador de la medalla d'or en els Jocs Olímpics d'Atlanta, va rebre els mesos posteriors nombrosos reconeixements i distincions, entre ells, l'Ordre Olímpica (atorgada pel COE), la Placa d'Or de la Reial ordre del Mèrit Esportiu i la Copa Baró de Güell (atorgades pel Consell Superior d'Esports). També se li va atorgar la Medalla d'Or de la Generalitat de València al Mèrit Esportiu.

### Retirada de la gimnàstica
El 1997, les components de l'equip van traslladar la seva residència del xalet de Canillejas a un edifici annex a l'INEF, i van començar a entrenar al Centre d'Alt Rendiment de Madrid. Maria Fernández era des de desembre la nova seleccionadora nacional, després de la marxa d'Emilia Boneva, que havia estat operada al novembre del cor. Al març, Marta va abandonar per decisió pròpia la concentració i el 18 d'abril es va fer pública la seva retirada definitiva de la gimnàstica juntament amb Estela Giménez i Estíbaliz Martínez. Per no abandonar el curs acadèmic, va seguir vivint a Madrid allotjant-se en una residència d'estudiants. Al maig de 1998, Marta, Estela, Tania i Estíbaliz, van ser convidades per la Federació a assistir al Campionat del Món de Sevilla, on es van retrobar a més amb Núria i Lorena, que encara pertanyien al conjunt nacional.
El 23 de novembre de 2000, la Federació Espanyola de Gimnàstica va pagar el deute que tenia amb les sis gimnastes del conjunt que havia obtingut la medalla d'or a Atlanta. El 1996, l'Assemblea General de la Federació Espanyola de Gimnàstica havia acordat un premi de 5 milions de pessetes (30.120 euros) per gimnasta en cas que guanyessin la medalla d'or en els Jocs Olímpics. Aquest premi era diferent al que va pagar el COE a les gimnastes per assolir la medalla d'or, encara que tenia el mateix import. Després de la celebració dels Jocs Olímpics, la Federació no reconeixia aquest premi, de manera que les gimnastes, instades per la periodista Cristina Gallo, van decidir denunciar el cas al Consell Superior d'Esports i acudir a un advocat. A més, la Federació devia a diverses gimnastes diners de la gira d'exhibicions de 1996, de beques, de contractes d'imatge i d'alguns premis de torneigs i campionats. Les pressions d'alguns mitjans de comunicació (principalment el programa de ràdio en què treballava Cristina, Supergarcía, presentat per José María García), van fer que a finals de 2000 l'Estat habilités un compte perquè la Federació pagués finalment la totalitat del deute contret, que estava al voltant dels 41 milions de pessetes (uns 246.000 euros).
A l'abril de 2002, les components del conjunt de 1996 van tornar a reunir en el V Certamen de Gimnàstica Rítmica Interescolar, que va ser organitzat per mt a Saragossa, i on cinc d'elles van realitzar un dels exercicis d'Atlanta, a més de rebre un homenatge. Nuria Cabanillas i Lorena Guréndez no van poder assistir a la setmana en què es va entrenar l'exercici, però sí van acudir a l'acte.

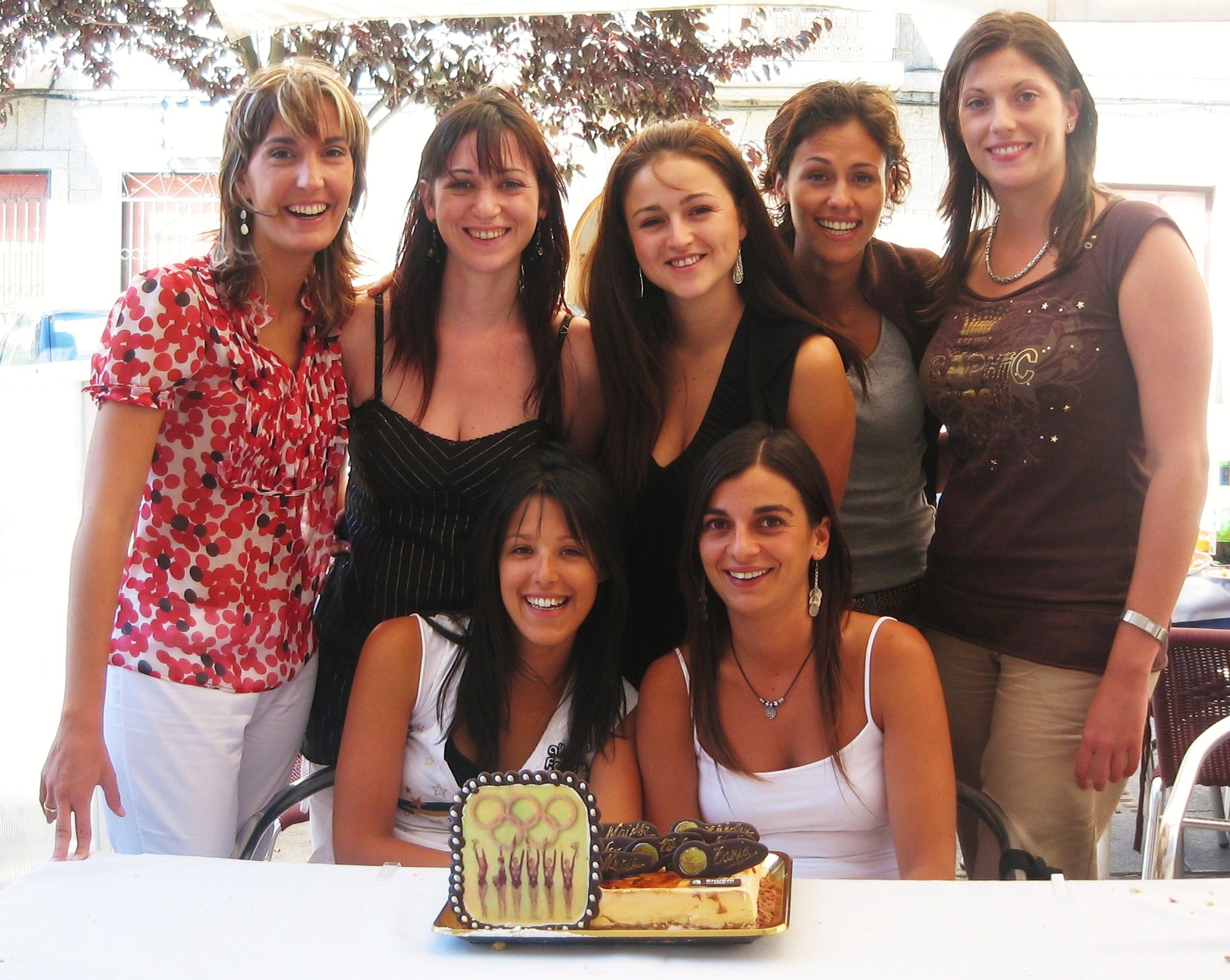
Marta (asseguda, a la dreta) amb la resta del conjunt d'Atlanta 1996 en un retrobament el 2006 registrat en el documental Las Niñas de Oro

L'agost de 2006, amb la resta de les seves excompanyes de la selecció nacional de 1996, va acudir a un retrobament que va tenir lloc a Àvila durant tres dies amb motiu del desè aniversari de la consecució de la medalla d'or a Atlanta 1996. Aquesta trobada ho va organitzar Carlos Beltrán amb la seva productora, Klifas dreams, amb l'objectiu de gravar un documental en què elles mateixes expliquessin la seva història, encara que no es va estrenar fins a anys més tard sota el títol Las Niñas de Oro. El 30 de novembre de 2006, les sis campiones olímpiques a Atlanta van assistir a la Gala Anual de la Reial Federació Espanyola de Gimnàstica, celebrada a Madrid, en la qual van ser a més homenatjades.
Després de donar classes a nenes petites a l'Escola Municipal de La Vila Joiosa, va formar en aquesta ciutat el Club de Gimnàstica Rítmica Marta Baldó (rebatejat el 2015 com Club Gimnàstica La Vila Joiosa), del qual va ser presidenta i entrenadora, tot i que actualment es troba desvinculada del mateix. Unes pistes esportives d'aquesta localitat també van rebre el seu nom. Les mateixes van ser ampliades i remodelades el 2011, transformant-se el espai en el Parc Esportiu Marta Baldó, inaugurat el 1r de juliol d'aquest any amb la presència de la mateixa Marta Baldó. A més, des del 2000, tots els anys se celebra a La Vila Joiosa el Trofeu Marta Baldó de gimnàstica rítmica.
Al desembre de 2013 es va estrenar a YouTube el documental Las Niñas de Oro, gravat durant el retrobament de les set excomponents del conjunt el 2006. Dirigit per Carlos Beltrán i de 54 minuts de durada, es va presentar dividit en cinc parts, sent la primera pujada el dia 9 i l'última el dia 26. El documental narra, a través d'entrevistes a les pròpies gimnastes, l'abans, el durant i el després de la medalla d'or d'Atlanta.
El 8 de novembre de 2014, les set integrants del conjunt de 1996 van ser homenatjades en la IX Gala Internacional de Gimnàstica Rítmica Euskalgym, que es va celebrar per primera vegada a Vitòria. En la mateixa, es va dur a terme una projecció d'imatges sobre el tapís consistent en els noms de les gimnastes amb el logotip dels Jocs Olímpics d'Atlanta 1996 i la medalla d'or de fons, mentre sonava la música del seu exercici de cèrcols en aquells Jocs Olímpics. A continuació, les set gimnastes van sortir a la pista per rebre la Medalla Euskalgym i una placa commemorativa de mans de José Luis Tejedor (president de la Federació Basca de Gimnàstica) i Javier Maroto (alcalde de Vitòria), davant la presència de les gairebé 9.000 persones que van assistir a la gala al Fernando Buesa Arena. Va ser el primer retrobament de Las Niñas de Oro al complet després de la reunió de 2006.
El 7 de març de 2015, l'escultura dedicada en el seu honor va ser tornada a col·locar al «Parc Esportiu Marta Baldó» de La Vila Joiosa després que fos retirada per les obres de remodelació de 2011. En l'acte es va col·locar una placa commemorativa a la escultura i l'exgimnasta va signar al Llibre d'Honor d'Esports de la ciutat, sent la primera esportista a fer-ho. A més, aquest mateix dia va ser batejada amb el nom de «Copa Marta Baldó» una copa pertanyent al Vilamuseu que està datada del 75 al 25 aC. i que prové de la necròpolis ibera del Poble Nou (la Vila Joiosa).
El 14 d'octubre de 2015, les sis campiones olímpiques a Atlanta, entre elles la Marta, van rebre la Medalla d'Or de la Reial Ordre del Mèrit Esportiu, atorgada pel Consell Superior d'Esports, la màxima distinció que pot obtenir un esportista espanyol. El guardó els havia estat concedit el 28 de juliol del mateix any. L'acte de lliurament va ser presidit per Íñigo Méndez de Vigo (Ministre d'Educació, Cultura i Esport) i per Miguel Cardenal (president del CSD), i va tenir lloc a l'auditori del Museu Nacional Centre d'Art Reina Sofia (Madrid). Al mateix va assistir també Maider Esparza. A més, en el mateix esdeveniment van ser guardonades amb la Medalla de Bronze el conjunt espanyol de gimnàstica rítmica de 2014, conegut com El Equipaso, sent la primera vegada que les dues generacions de gimnastes es reunien.
El 23 de juliol del 2016 es va retrobar amb la resta de Las Niñas de Oro a la Gala 20è Aniversari de la Medalla d'Or a Atlanta '96, que va tenir lloc al Palau de Congressos de Badajoz en el marc del X Campus Internacional de Gimnàstica Rítmica Núria Cabanillas. A l'homenatge van acudir també diverses exgimnastas de la selecció, com Carolina Pascual, Almudena Cid, Alba Caride, Ana Bautista, Carolina Malchair, Marta Calamonte, María Eugenia Rodríguez i Ana María Pelaz, així com la jutgessa internacional Maite Nadal i la coreògrafa del conjunt d'Atlanta, Marisa Mateo. El conjunt nacional júnior va realitzar dues exhibicions durant la gala, que va comptar igualment amb actuacions de Carolina Pascual i les participants del Campus. Es va emetre així mateix un missatge gravat de la exseleccionadora Emilia Boneva des de la seva casa de Bulgària.

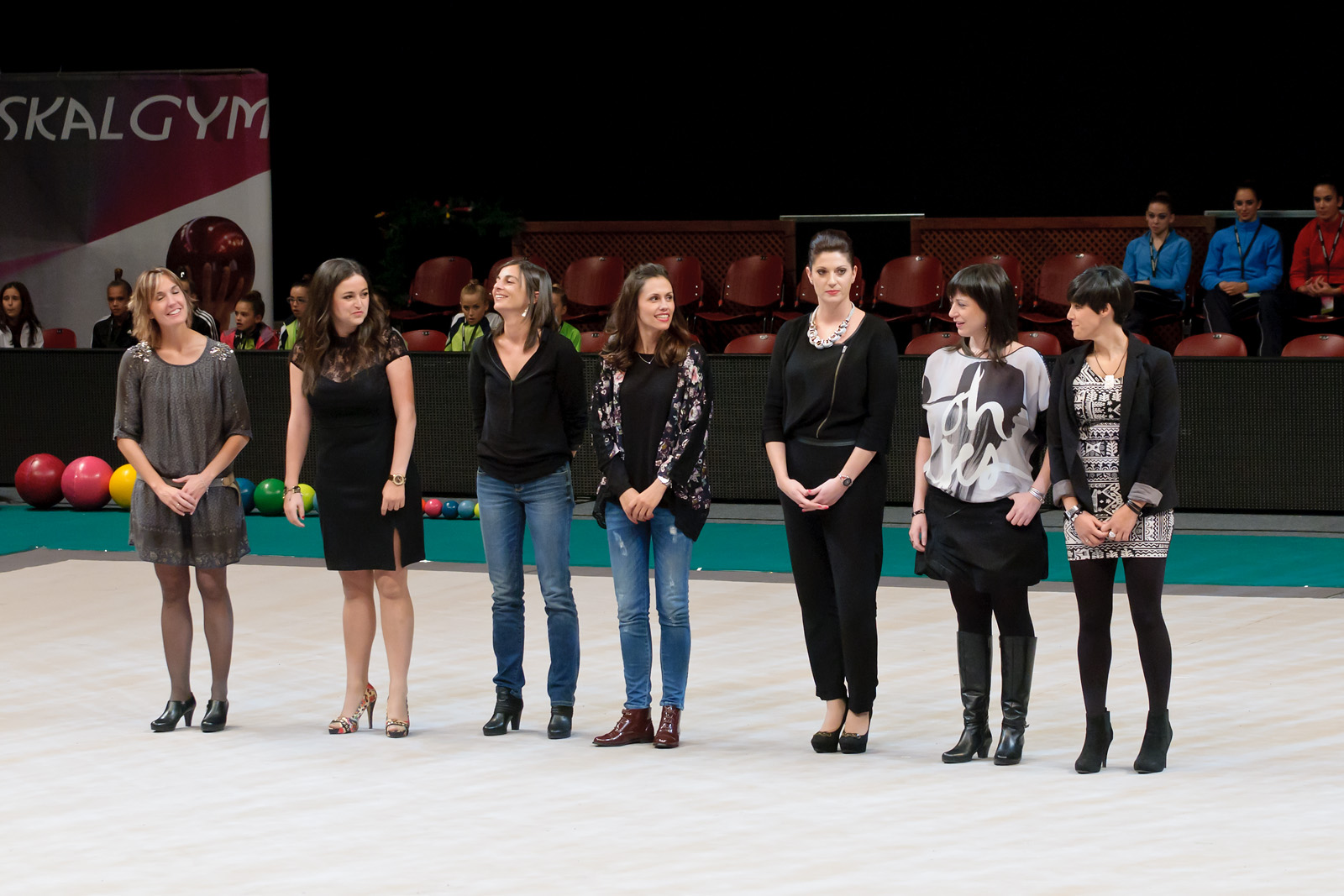
Marta (tercera per l'esquerra) i les altres Niñas de Oro en l'homenatge a l'Euskalgym 2014
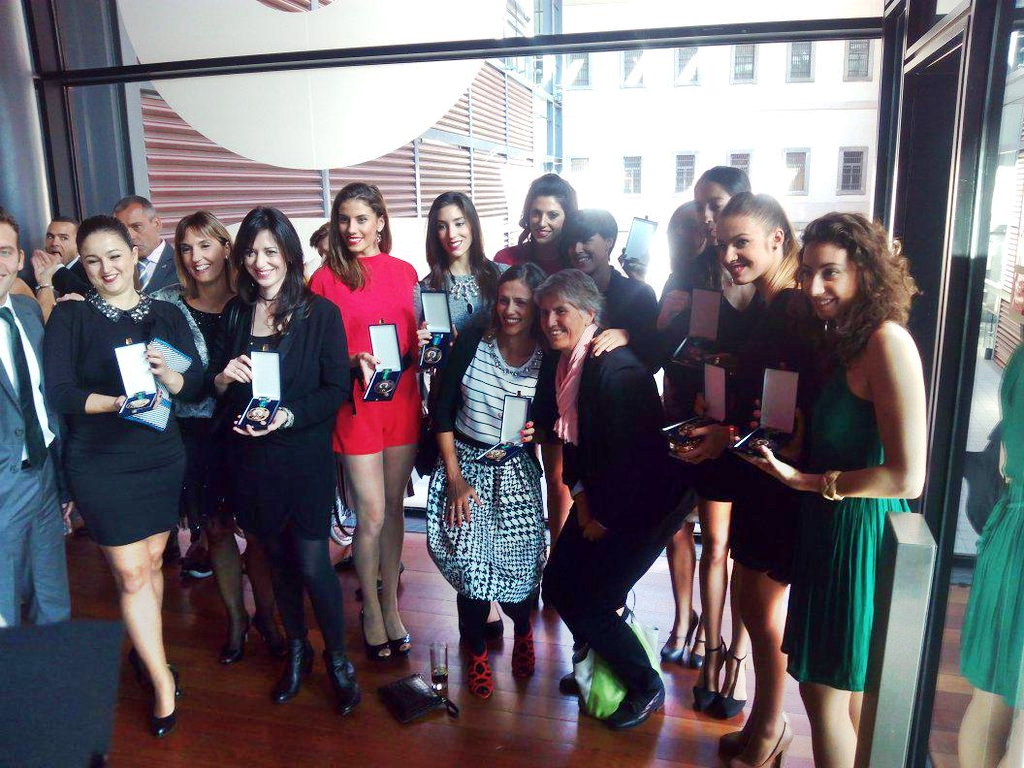
Las Niñas de Oro amb El Equipaso i Paloma del Río en el lliurament de la ROMD (2015)
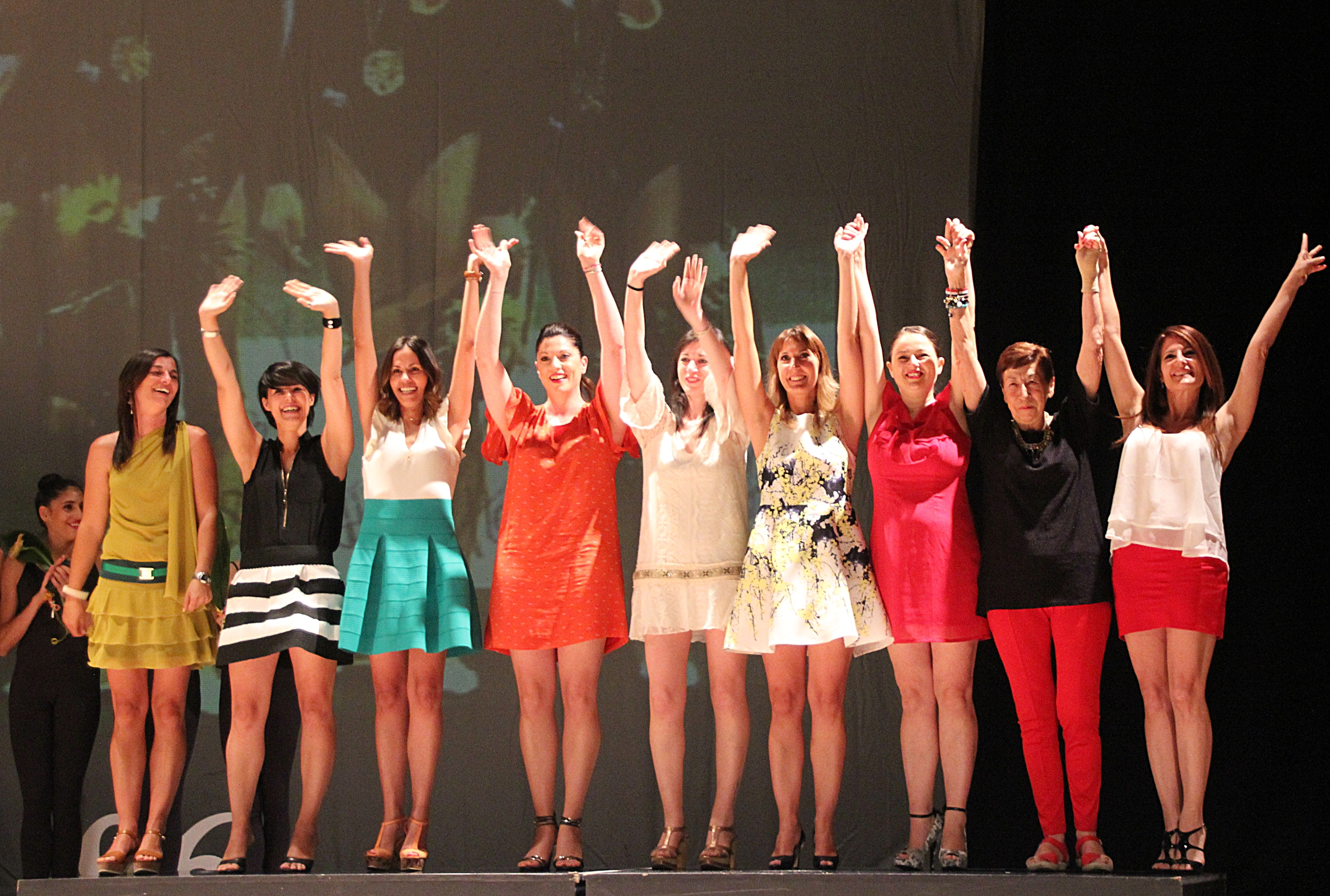
Marta (1a a l'esquerra) amb les altres Niñas de Oro, Maite Nadal i Marisa Mateu, a la Gala 20è Aniversari (2016)

El 13 de juliol de 2017 va assistir a Barcelona a la reunió i a la gala homenatge als medallistes olímpics espanyols pel 50è Aniversari del diari As que van tenir lloc a l'Estadi Olímpic Lluís Companys i al Museu Nacional d'Art de Catalunya respectivament, on es va retrobar amb les seves companyes del conjunt Estela Giménez, Tania Lamarca i Estíbaliz Martínez, a més amb El Equipaso i amb Carolina Pascual. El 25 de novembre de 2017, Marta va assistir a l'homenatge a les 9 gimnastes olímpiques del País Valencià, organitzat per la Federació Valenciana de Gimnàstica durant la Fase Final del Circuit Iberdrola de Gimnàstica Rítmica al Pavelló Pedro Ferrándiz d'Alacant. Hi van assistir Marta, Maisa Lloret, Carolina Pascual, Carmina Verdú, Marta Linares, Isabel Pagán, Alejandra Quereda i Elena López, amb l'absència d'Estela Giménez, que no va poder acudir a l'acte. També va ser homenatjada en el mateix l'entrenadora Rosa Menor, exseleccionadora nacional de gimnàstica rítmica. A totes elles se les va fer entrega d'un ram, un plat condecorat de l'Ajuntament d'Alacant i un collaret d'or amb les anelles olímpiques.
Encara que en l'actualitat no s'ha adjudicat encara el nom de «Marta Baldó» a cap vial, el 15 de novembre de 2016 es va aprovar que un carrer a Alacant portés el nom d' «Esportista Marta Baldó», ratificant-se també sengles carrers per a les gimnastes Estela Giménez i Maisa Lloret, entre d'altres, totes enquadrades en el procés del canvi de nomenclatura dels carrers en aplicació de la Llei de Memòria Històrica. A finals de desembre va tenir lloc la col·locació de les plaques sense cap previ avís cap a les gimnastes i sense la realització de cap acte. No obstant això, poc després una decisió judicial va obligar el restabliment de les anteriors plaques i el canvi de nomenclatura dels carrers es va suspendre. El 15 de desembre de 2017 els partits polítics amb representació municipal van acordar que un altre carrer portés el nom de «Gimnastes olímpiques alacantines», encara que posteriorment es va substituir aquest acord per l'actual.
Del 27 al 28 d'octubre de 2018, les sis campiones olímpiques es van tornar a reunir a Madrid amb l'objectiu de gravar un reportatge, tornant a més al Gimnàs Moscardón, lloc on entrenaven en la seva etapa a la selecció. Sota el títol «Spain 's Las Niñas de Oro », seria estrenat a nivell mundial el 2 de setembre de 2019 com l'episodi 8 de la 2a temporada del programa Legends Live On d'Eurosport 1 i Olympic Channel.
En l'actualitat Marta és professora d'Educació Física en un col·legi a Benidorm.

## Llegat i influència
L'excapitana del conjunt espanyol Ana María Pelaz va declarar en una entrevista a 2009 després de la seva retirada que «quan vaig veure la selecció a Atlanta '96 em vaig dir: jo vull ser com elles». La gimnasta Carolina Rodríguez, preguntada en una ocasió pels orígens de la seva passió per la rítmica, va manifestar que «el 1996, després de veure guanyar l'or a Espanya a Atlanta, amb 10 anys, vaig saber que algun dia voldria ser-hi, que volia ser olímpica». Alejandra Quereda, capitana del conjunt espanyol conegut com El Equipaso, preguntada en 2014 pel que per a ella havia estat el més increïble que ha passat a la gimnàstica, va contestar que «L'or d'Espanya a Atlanta. Va marcar la història de la nostra gimnàstica. Des d'aquí tot va canviar».
La seleccionadora en aquella etapa, Emilia Boneva, va concedir una entrevista a la revista Sobre el tapiz el 2016, on va recordar el moment de l'or olímpic:
| « | Mai oblidaré el nostre exercici final quan el públic, amb el pavelló ple, es va aixecar per aplaudir-nos. Va ser un moment inoblidable! Com també ho va ser el moment en què les sis noies van pujar al podi amb les medalles al pit, brillant com petits sols. Això no és un record, és una realitat que tinc sempre present. Aquest moment va ser el cim de la meva carrera com a entrenadora […] És molt important crear complicitat entre les gimnastes perquè juntes lluitin pel mateix objectiu. Les sis Nenes d'Or van assolir ser bones amigues i segueixen sent-ho avui dia. | » |

Després de l'estrena del documental Las Niñas de Oro el 2013, el seu director, Carlos Beltrán, es manifestava així en una entrevista al respecte de l'acollida del documental:
| « | És impressionant l'estirada que té aquesta història i la de gent que les vol. Aquestes dones i Emilia Boneva van escriure una de les més belles històries de l'esport del nostre país. Amb tots els components de l'elit i l'èpica i amb tots els de l'amistat en edat infantil. El desdeny amb què el nostre sistema relega a l'oblit a aquestes noies és una cosa que haurà de revisar-se aviat, perquè no hi ha cap dret. | » |

El muntatge de 5 cèrcols de 1996 ha estat homenatjat posteriorment per altres gimnastes, com en l'exercici d'exhibició del conjunt júnior espanyol a l'Euskalgym 2012 (integrat per Paula Gómez, Sara González, Miriam Guerra, Claudia Heredia, Carmen Martínez, Victoria Plaza i Pilar Villanueva), on es feia servir, igual que en l'exercici de 1996, «America» de Leonard Bernstein, a més d'altres dos temes de banda sonora de West Side Story: «Dance at the Gym» i «Overture». El conjunt júnior espanyol de 2016 (Mónica Alonso, Victòria Cuadrillero, Clara Esquerdo, Ana Gayán, Alba Polo, Lia Rovira i Sara Salarrullana) també va homenatjar aquest exercici a la Gala 20è Aniversari de la Medalla d'Or a Atlanta '96, usant la mateixa música i emulant alguns moviments del muntatge original. A l'Euskalgym 2018, les gimnastes Saioa Agirre, Teresa Gorospe, Izaro Martín i Salma Solaun van representar també part de l'exercici durant l'homenatge a les gimnastes rítmiques olímpiques basques.

### En la cultura popular
Entre altres aparicions en la cultura popular, algunes de Las Niñas de Oro han servit de base per a diversos personatges que apareixen a la sèrie de contes infantils Olympia (2014), escrits per Almudena Cid i il·lustrats per Montse Martín. Així mateix, el relat de la vida de Las Niñas de Oro a la concentració nacional està present en l'autobiografia novel·lada Llàgrimes per una medalla (2008), escrita per Tania Lamarca i Cristina Gallo. Ressenyes de la fita de la medalla olímpica apareixen en llibres com Espanyols d'or (1999) de Fernando Olmeda i Juan Manuel Gozalo, Enredant en la memòria (2015) de Paloma del Río, o Pinzellades de rítmica (2017) de Montse i Manel Martín.

## Equipaments
| Període      | Proveïdor  |
| ------------ | ---------- |
| 1995 - 1997  | Arena      |
| 1996 (JJ.OO) | John Smith |

## Música dels exercicis
| Any  | Aparells             | Música |
| ---- | -------------------- | --- |
| 1994 | 6 cordes             | Banda sonora de La Família Adams, composta per Marc Shaiman. |
| 1994 | 4 cèrcols i 4 maces  | «Furia española». |
| 1994 | Exercici d'exhibició | «La chica ye-ye», interpretada per Concha Velasco i composta per Augusto Algueró. |
| 1995 | 5 cèrcols            | Peça Asturias (Leyenda), que pertany a la Suite española, Op. 47 d'Isaac Albéniz. |
| 1995 | 3 pilotes i 2 cintes | Tango «Verano porteño», d'Astor Piazzolla. |
| 1995 | Exercici d'exhibició | Sevillana «Tócala, tócala», de Cantores de Híspalis. |
| 1996 | 5 cèrcols            | Barreja de cançons pertanyents a musicals estatunidencs, principalment «America», composta per Leonard Bernstein i inclosa a West Side Story, i «I Got Rhythm» i «Embraceable You», temes creats per George Gershwin i que van aparèixer a la banda sonora d'Un americà a París. |
| 1996 | 3 pilotes i 2 cintes | «Amanecer andaluz». |

## Palmarès esportiu

### A nivell de club
| 1992 - Campionat d'Espanya Individual en Benicarló 5è lloc en concurs general (categoria júnior) - Campionat d'Espanya de Conjunts en Màlaga Bronze en concurs general (categoria júnior) Bronze en 6 cèrcols 1993 - Campionat d'Espanya Individual «A» en Valladolid Bronze en concurs general (categoria júnior) - Copa d'Espanya en Sevilla Bronze en concurs general Bronze en cèrcols Plata en pilota Bronze en maces | 1993 (continuació) - Campionat d'Espanya de Conjunts en Gijón Plata en concurs general (primera categoria) Or en 6 cordes Or en 4 cèrcols i 4 maces 1994 - Campionat d'Espanya Individual «A» en Valladolid Plata en concurs general (categoria d'honor) |  |

### Selecció espanyola
| 1993 - Campionat d'Europa Júnior de Bucarest 11è lloc en concurs general 1994 - Torneig Julieta Shishmanova 8è lloc en concurs general - Torneig de Corbeil-Essonnes 8è lloc per equips 46è lloc en concurs general - Campionat d'Europa de Tesal·lònica 21è lloc en concurs general 1994 - Austria Cup Or en concurs general - International Group Masters Hannover Bronze en concurs general - Campionat del Món de París Plata en concurs general Bronze en 6 cordes Bronze en 4 cèrcols i 4 maces 1995 - Torneig Internacional de Portimão Bronze en concurs general Bronze en 5 cèrcols - DTB-Pokal Karlsruhe 6è lloc en concurs general 6è lloc en 3 pilotes i 2 cintes - Campionat d'Europa de Praga Bronze en concurs general Bronze en 5 cèrcols Plata en 3 pilotes i 2 cintes | 1995 (continuació) - Alfred Vogel Cup Or en concurs general Or en 5 cèrcols Or en 3 pilotes i 2 cintes - International Group Masters Hannover Plata en concurso general - Campionat del Món de Viena Plata en concurs general Plata en 5 cèrcols Or en 3 pilotes i 2 cintes - Epson Cup Bronze en concurs general 1996 - Kalamata Cup Or en concurs general - DTB-Pokal Karlsruhe Bronze en concurs general Or en 5 cèrcols Or en 3 pilotes i 2 cintes - Ciutat de Saragossa Or en concurs general Or en 5 cèrcols Or en 3 pilotes i 2 cintes - Campionat del Món de Budapest Plata en concurs general 4t lloc en 5 cèrcols Or en 3 pilotes i 2 cintes - Jocs Olímpics d'Atlanta 1996 2n lloc en preliminars Or en final i diploma olímpic - Epson Cup Plata en concurso general |

## Premis, reconeixements i distincions

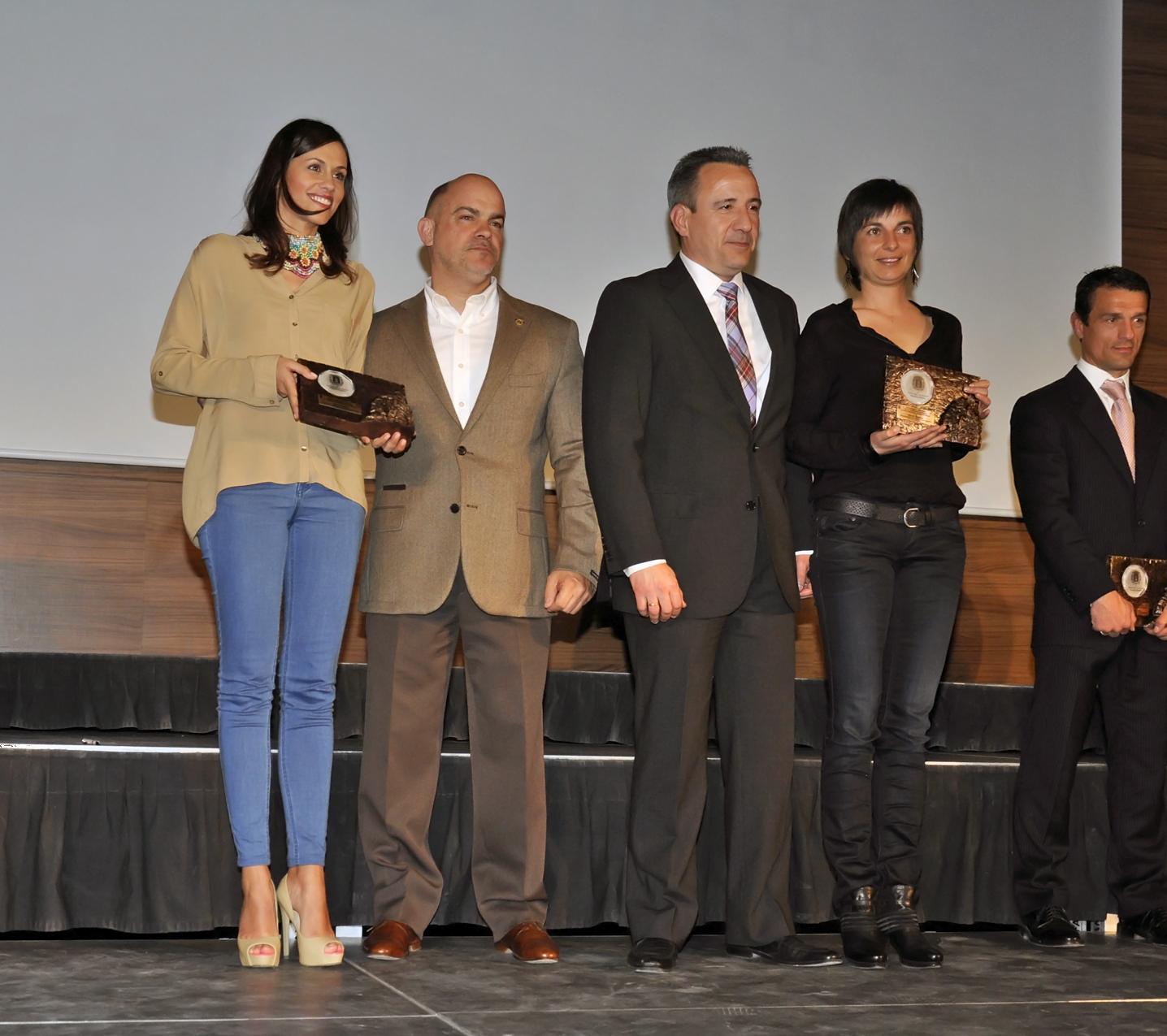
Marta (dreta) i Estela Giménez sent guardonades a la Gala del Trofeu Ajuntament d'Alacant (2014)

- Guardonada en la XVI Gala Nacional de l'Esport del l'Associació Espanyola de la Premsa Esportiva (1996).[105]
- Trofeu Ajuntament d'Alacant al millor esportista alacantí absolut de 1995 (ex aequo amb Estela Giménez), atorgat per l'Associació de la Premsa Esportiva d'Alacant (1996).[106][107]
- Medalla d'Or de la Generalitat Valenciana al Mèrit Esportiu (1996).[52]
- Ordre Olímpic, atorgada pel COE (1996).[108]
- Placa d'Or de la Reial Ordre del Mèrit Esportiu, atorgada pel Consell Superior d'Esports (1996).[109][110][111]
- Premi Importants d'Informació 1996 del mes de juliol, atorgat pel Diario Información (1997).[112]
- Guardonada en la XVII Gala Nacional de l'Esport del l'Associació Espanyola de la Premsa Esportiva (1997).[113][114]
- Trofeu Ajuntament d'Alacant al millor esportista alacantí absolut de 1996 (ex aequo amb Estela Giménez), atorgat per l'Associació de la Premsa Esportiva d'Alacant (1997).[106][107]
- Copa Baró de Güell al millor equip espanyol, atorgada pel CSD i lliurada en els Premis Nacionals de l'Esport de 1996 (1997).[19][115][116][117]
- Millor Esportista Femenina de 1996 (ex aequo amb Estela Giménez) en els Premis Esportius Provincials de la Diputació d'Alacant (1997).[118]
- Millor grup atlètic en els Guardons Nacionals al Mèrit Esportiu Inter Gym's Or 2005 (2006).[119]
- Homenatjada (al costat de la resta del conjunt campió olímpic) a la Gala Anual de la Reial Federació Espanyola de Gimnàstica (2006).[57]
- Guardonada (junt amb la resta de medallistes olímpics espanyols) a la Gala del Centenari de l'COE (2012).[120][121][122]
- Trofeu commemoratiu a la Gala del XXV Trofeu Ajuntament d'Alacant, atorgat per l'Associació de la Premsa Esportiva d'Alacant (2014).[123][124][125][126]
- Medalla Euskalgym (junt amb les altres Niñas de Oro) a la IX Gala Internacional de Gimnàstica Rítmica Euskalgym (2014).[61][62][63][64][65]
- Medalla d'Or de la Reial Ordre del Mèrit Esportiu, atorgada pel Consell Superior d'Esports (2015).[71][127][128][129]
- Diploma acreditatiu i targeta olímpica, atorgats pel COE a la Gala 20è Aniversari de la Medalla d'Or a Atlanta '96 (2016).

### Altres honors
- El Club Gimnàstica La Vila Joiosa va portar el seu nom fins al 2015.
- Des del 2000 se celebra a La Vila Joiosa el Trofeu Marta Baldó de gimnàstica rítmica.[60]
- El 1r de juliol de 2011 va ser inaugurat el «Parc Esportiu Marta Baldó» a La Vila Joiosa, una remodelació de l'antic poliesportiu que també portava el seu nom.[59] El 7 de març de 2015, l'escultura dedicada en el seu honor va ser tornada a col·locar a les pistes amb una placa commemorativa i la gimnasta va signar al Llibre d'Honor d'Esports de la ciutat. Una copa ibera pertanyent al Vilamuseu va ser batejada com «Copa Marta Baldó» el mateix dia.[67]
- Encara que en l'actualitat no s'ha adjudicat encara el nom de «Marta Baldó» a cap vial, el 15 de novembre de 2016 es va aprovar que un carrer a Alacant portés el nom d'«Esportista Marta Baldó», ratificant-se també sengles carrers per a les gimnastes Estela Giménez i Maisa Lloret, entre d'altres, totes enquadrades en el procés de canvi de nomenclatura dels carrers en aplicació de la Llei de Memòria Històrica.[77] A finals de desembre va tenir lloc la col·locació de les plaques sense cap previ avís cap a les gimnastes i sense la realització de cap acte.[78][79] No obstant això, poc després una decisió judicial va obligar a el restabliment de les anteriors plaques i el canvi de nomenclatura dels carrers es va suspendre.[80] El 15 de desembre de 2017 els partits polítics amb representació municipal van acordar que un altre carrer portés el nom de «Gimnastes olímpiques alacantines»,[81] encara que posteriorment es va substituir aquest acord per l'actual.
- Lliurament d'un collaret d'or amb les anelles olímpiques i un plat condecorat de l'Ajuntament d'Alacant en l'homenatge a les nou gimnastes olímpiques del País Valencià, organitzat per la Federació Valenciana de Gimnàstica el 25 de novembre de 2017 durant la Fase Final del Circuit Iberdrola de Gimnàstica Rítmica al Pavelló Pedro Ferrándiz d'Alacant.[76]

## Filmografia

### Pel·lícules
| Pel·lícules | Pel·lícules      | Pel·lícules  | Pel·lícules | Pel·lícules    |
| Any         | Títol            | Personatge   | Notes       | Director       |
| ----------- | ---------------- | ------------ | ----------- | -------------- |
| 2013        | Las Niñas de Oro | Ella mateixa | Documental  | Carlos Beltrán |

### Programes de televisió
| Programes de televisió | Programes de televisió | Programes de televisió        | Programes de televisió                                                                               |
| Any                    | Títol                  | Cadena                        | Notes                                                                                                |
| ---------------------- | ---------------------- | ----------------------------- | --- |
| 1996                   | Día a día              | Telecinco                     | Convidada junt amb la resta del conjunt espanyol campió olímpic                                      |
| 1997                   | XVII Gala del Deporte  | La 2 de TVE                   | Premiada                                                                                             |
| 2008                   | Regreso al futuro      | Canal Sur TV                  | Aparició al reportatge                                                                               |
| 2012                   | Londres en juego       | Teledeporte                   | Redifusió de la final de conjunts de gimnàstica rítmica en Atlanta 1996                              |
| 2014                   | Euskalgym 2014         | ETB 1                         | Homenatjada                                                                                          |
| 2016                   | Olímpicos valencianos  | La 1 de TVE                   | Entrevistada al reportatge                                                                           |
| 2019                   | Legends Live On        | Eurosport 1 i Olympic Channel | Protagonista del reportatgee «Spain's Las Niñas de Oro» junt amb la resta del conjunt campió olímpic |

### Publicitat
- Dos anuncis de Cola Cao (1996). Aparició junt amb la resta de l'equip de la selecció espanyola en dos anuncis de televisió per a Cola Cao, llavors patrocinador del Programa ADO.[19]
- Anunci de Campofrío (1996). Aparició junt amb la resta de l'equip de la selecció espanyola en un anunci de televisió de l'empresa de carn, llavors patrocinadora de la Federació.